# Oraesia cuprea
Oraesia cuprea är en fjärilsart som beskrevs av Saalmüller 1891. Oraesia cuprea ingår i släktet Oraesia och familjen nattflyn. Inga underarter finns listade i Catalogue of Life.